# Yannis Voisard
Yannis Voisard (Fontenais, 26 luglio 1998) è un ciclista su strada svizzero che corre per il Tudor Pro Cycling Team.

## Palmarès

### Strada
- 2021 (Swiss Racing Academy, una vittoria)

9ª tappa Giro d'Italia Giovani Under 23 (Cavalese > Nevegal)
- 2022 (Tudor Pro Cycling Team, una vittoria)

Classifica generale Alpes Isère Tour
- 2023 (Tudor Pro Cycling Team, una vittoria)

4ª tappa Tour de Hongrie (Martonvásár > Dobogókő)

## Piazzamenti

### Grandi Giri
- Giro d'Italia

2025: 32º

### Classiche monumento
- Liegi-Bastogne-Liegi

2025: 105º
- Giro di Lombardia

2023: 85º
2024: ritirato

### Competizioni mondiali
- Campionati del mondo gravel

Veneto 2022 - Elite: 23º

### Competizioni europee
- Campionati europei

Trento 2021 - In linea Elite: ritirato